# Werner Schmitz (Übersetzer)
Werner Schmitz (* 20. November 1953 in Köln) ist ein deutscher literarischer Übersetzer.
Er übersetzt aus dem Englischen und hat unter anderem Werke von Paul Auster, Ernest Hemingway, John le Carré, Don DeLillo, Michael Ignatieff, Malcolm Lowry, Ian McEwan, Henry Miller, Philip Roth und William Carlos Williams ins Deutsche übertragen. Neben der Belletristik übersetzte er auch Biographien, so von Herman Melville und Harry Belafonte, und Texte zur Literaturgeschichte, Astronomie und Musik.
Er arbeitet für verschiedene große deutsche Verlage, so für Rowohlt, Diogenes, Hanser. Die von ihm übersetzten Bücher erreichten in deutschsprachigen Auflagen mehrere zehntausend Druckexemplare. Ursprünglich studierte er Volkswirtschaft und kam erst dann zu seiner Übersetzertätigkeit. Werner Schmitz lebt in Celle.
Schmitz ist Mitglied im Verband deutschsprachiger Übersetzer literarischer und wissenschaftlicher Werke, VdÜ.

## Rezeption
Insbesondere als Übersetzer von Ernest Hemingway hat sich Werner Schmitz einen Namen gemacht. Er hat seit 1984 insgesamt zwölf Werke des US-Amerikaners ins Deutsche übersetzt bzw. neu übersetzt.
Seine Übersetzungen von Hemingway werden gegenüber älteren Übersetzungen wegen ihrer sprachlichen Präzision gelobt, seine Neu-Übersetzung von Wem die Stunde schlägt wurde in der Welt lobend besprochen.

## Auszeichnungen
Schmitz wurde 2010 mit dem niedersächsischen Literaturstipendium für Übersetzer ausgezeichnet.
Im Jahr 2011 erhielt Schmitz den Heinrich Maria Ledig-Rowohlt-Preis, einen jährlich verliehenen Übersetzerpreis, für „seine Übersetzungen zeitgenössischer amerikanischer Literatur, insbesondere für seine Übertragung der Romane Paul Austers“.

## Übersetzungen (Auswahl)
- Martin Amis: Interessengebiet, Roman (2015)
- Paul Auster: Mond über Manhattan (1990)
- Paul Auster: Die Erfindung der Einsamkeit (1993)
- Paul Auster: Leviathan (1994)
- Paul Auster: Von der Hand in den Mund (1998)
- Paul Auster: Nacht des Orakels (2004)
- Paul Auster: Die Brooklyn-Revue (2006)
- Paul Auster: Reisen im Skriptorium (2007)
- Paul Auster: Mann im Dunkel (2008)
- Paul Auster: Unsichtbar (2010)
- Paul Auster: Sunset Park (2012)
- Paul Auster: Winter Journal. Rowohlt, Reinbek bei Hamburg (2013)
- Paul Auster: 4 3 2 1 (2017)
- Paul Auster: In Flammen (2022)
- Paul Auster: Baumgartner (2023)
- Paul Auster: Bloodbath Nation (2024)
- John le Carré: Das Rußlandhaus (1989)
- John le Carré: Der heimliche Gefährte (1991)
- John le Carré: Der Nachtmanager (1993)
- John le Carré: Unser Spiel (1995)
- John le Carré: Der Schneider von Panama (1997)
- John le Carré: Der ewige Gärtner (2001)
- Ernest Hemingway: Gefährlicher Sommer (1986)
- Ernest Hemingway: Der Garten Eden (1987)
- Ernest Hemingway: Die Wahrheit im Morgenlicht (1999)
- Ernest Hemingway: Paris – Ein Fest fürs Leben (2011)
- Ernest Hemingway: Der alte Mann und das Meer (2012)
- Ernest Hemingway: Fiesta (2013)
- Ernest Hemingway: Schnee auf dem Kilimandscharo (2015)
- Ernest Hemingway: Wem die Stunde schlägt (2022)
- Donna Leon: Das goldene Ei (2014)
- Ian McEwan: Solar (2010)
- Ian McEwan: Honig (2013)
- Ian McEwan: Kindeswohl (2015)
- Morton Rhue: Boot Camp (2006)
- Philip Roth: Sabbaths Theater (1996)
- Philip Roth: Amerikanisches Idyll (1998)
- Philip Roth: Mein Mann, der Kommunist (1998)
- Philip Roth: Verschwörung gegen Amerika (2005)
- Philip Roth: Portnoys Beschwerden (2006)
- Philip Roth: Jedermann (2006)
- Philip Roth: Empörung (2009)
- C. J. Tudor: Der Kreidemann (2018)
- C. J.Tudor: Lieblingskind (2019)